# Senegal ai Giochi della XXI Olimpiade
Il Senegal partecipò ai Giochi della XXI Olimpiade che si sono svolti a Montréal dal 17 luglio al 1º agosto 1976, con una delegazione di 21 atleti impegnati in quattro discipline. Il Senegal, alla sua quarta partecipazione ai Giochi, fu, insieme alla Costa d'Avorio, una delle due nazioni africane che non aderirono al boicottaggio attuato per protesta contro la presenza della Nuova Zelanda, accusata di intrattenere relazioni sportive con il Sudafrica da tempo escluso dai Giochi a causa della sua politica di apartheid.
Per la prima volta la squadra olimpica senegalese ebbe anche una rappresentanza femminile: si trattò delle atlete Julie Gomis e Ndew Niang, che gareggiarono rispettivamente nei 100 metri ostacoli e nel mezzofondo.